# Goya/Bester Filmsong

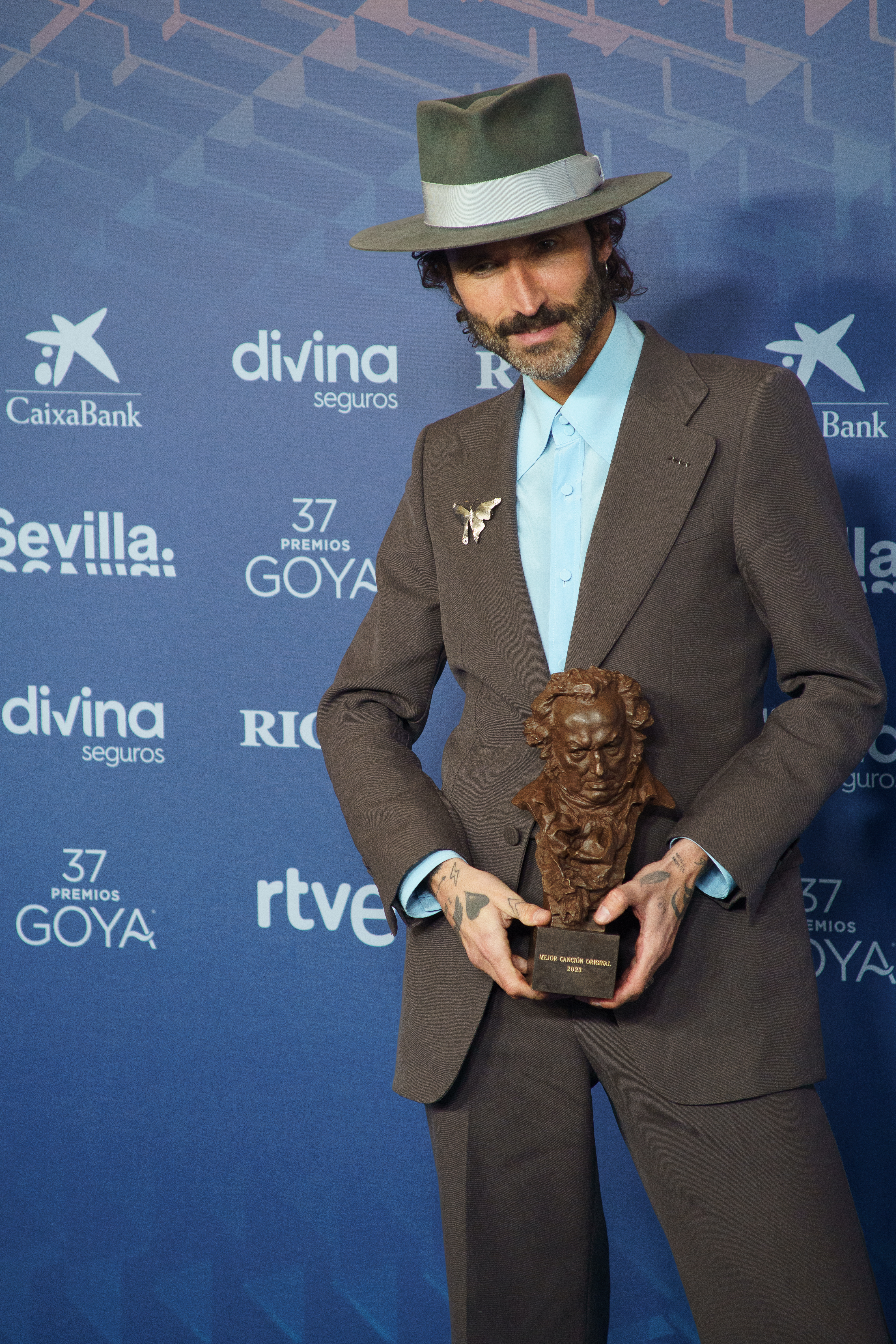
Preisträger für den besten Filmsong von 2018 und 2023: Der Musiker Leiva

Gewinner und Nominierte für den spanischen Filmpreis Goya in der Kategorie Bester Filmsong (Mejor canción original) seit der Verleihung im Jahr 2001, bei der erstmals der Goya in dieser Kategorie vergeben wurde. Ausgezeichnet werden die besten Filmsongs bzw. Songwriter einheimischer Filmproduktionen (auch spanische Koproduktionen) des jeweils vergangenen Jahres.
| Statistik                          | Name        | Anzahl | Jahr                    |
| ---------------------------------- | ----------- | ------ | ----------------------- |
| Häufigste Auszeichnungen           | Leiva       | 2      | 2018, 2023              |
| Häufigste Nominierungen (* = Sieg) | Roque Baños | 4      | 2003*, 2018, 2019, 2021 |
| Häufigste Nominierungen ohne Sieg  | Luis Ivars  | 3      | 2015, 2016, 2017        |

Die unten aufgeführten Filme werden mit ihrem deutschen Verleihtitel (sofern vorhanden) angegeben, danach folgt in Klammern in kursiver Schrift der spanische Originaltitel. Die Songtitel werden in Anführungszeichen am Zeilenanfang genannt.

## 2000er Jahre
2001
Fugitivas von  J. J. Chaleco, Manuel Malou und Natboccara – Fugitivas – Auf der Flucht (Fugitivas)
- „El arte de morir“ von Suso Sáiz, Tito Fargo und Cristina Lliso – The Art of Dying – Die Kunst zu sterben (El arte de morir)
- „Gitano“ von Arturo Pérez-Reverte und Abigail Marcet – Gitano
- „Km. 0“ von Ismael Serrano – Km. 0

2002
Tu bosque animado von Luz Casal und Pablo Guerero – Furi, der tapfere Maulwurf (El bosque animado)
- „Again“ von Olga Román – El cielo abierto
- „Semos diferentes“ von Joaquín Sabina – Torrente 2: Misión en Marbella
- „Sólo mía“ von Eusebio Bonilla und Clara Montes – Sólo mía

2003
Sevillana para Carlos von Roque Baños – Salomé
- „Human Monkeys“ von Najwa Nimri und Carlos Jean – Guerreros
- „Ojos de gacela“ von Eva Gancedo und Rasha – Arderás conmigo
- „Un lugar más allá“ von Emilio Alquézar und Manuel Cubero Fort – Dragon Hill – Der Drachenwächter (Dragon Hill, la colina del dragón)

2004
Humans Like You von Chop Suey – Mein Leben ohne mich (My Life Without Me)
- „Atraco a tu corazón“ von Paco Ortega – Atraco a las 3 … y media
- „Cuando me maten“ von José Nieto – Carmen
- „Just Sorcery“ von Mario de Benito und Richelieu Morris – Cosa de brujas

2005
Zambie Mameto von Carlinhos Brown und Mateus – El milagro de Candeal
- „Atunes en el paraíso“ von Javier Rubial – Atún y chocolate
- „Corre“ von Bebe – Incautos
- „La rubia de la cuarta fila“ von Joaquín Sabina – Isi / Disi

2006
Me llaman calle von Manu Chao – Princesas
- „Laura“ von Dani Martín – Sinfín
- „Llora por tus miserias“ von Mario Gaitán – Bagdad rap
- „Los malos amores“ von Eva Gancedo und Yamil – La noche del hermano

2007
Tiempo pequeño von Bebe und Lucio Godoy – La educación de las hadas
- „Bienvenido a casa“ von Andrés Calamaro, Javier Limón und David Trueba – Bienvenido a casa
- „Imaginarte“ von Alba Gárate – Dunkelblaufastschwarz (AzulOscuroCasiNegro)
- „Shockal fire ashe“ von Juan Bardem und Qazi Abdur Rahim – El próximo Oriente

2008
Fado da saudade von Fernando Pinto do Amaral und Carlos do Carmo – Fados
- „Circus Honey Blues“ von Rodrigo Cortés und Víctor Reyes – The Contestant – Der Kandidat (Concursante)
- „La vida secreta de las pequeñas cosas“ von Jorge Drexler und David Broza – Cándida
- „Pequeño paria“ von Daniel Melingo – El niño de barro

2009
A tientas von Woulfrank Zannou und El Langui – El truco del manco
- „Entre tu balcón y mi ventana“ von Javier Laguna, José Ángel Taboada und Antonio Manuel Mellado – Una palabra tuya
- „Manousal“ von Tao Gutiérrez – Retorno a Hansala
- „Podemos volar juntos“ von Raúl Sánchez Zafra und Juan Pablo Compaired – El patio de mi cárcel

## 2010er Jahre
2010
Yo también von Guille Milkyway – Me too – Wer will schon normal sein? (Yo, también)
- „Agallas vs. Escamas“ von Xavier Font, Arturo Vacquer, Javier Echániz und Juan Antonio Gil Bengoa – Agallas
- „Spanish Song“ von Gorka Hernando Menchaca – Super Drama Movie (Spanish Movie)
- „Stick It to the Man“ von Tom Cawte – Planet 51

2011
Que el soneto nos tome por sorpresa von Jorge Drexler – The Outlaw – Krieger aus Leidenschaft (Lope)
- „In the Lap of the Mountain“ von Víctor Reyes und Rodrigo Cortés – Buried – Lebend begraben (Buried)
- „Loving Strangers“ von Lourdes Hernández – Eine Nacht in Rom (Habitación en Roma)
- „No se puede vivir con un franco“ von Emilio Aragón – Pájaros de papel

2012
Nana de la hierbabuena von Carmen Agredano – La voz dormida
- „Debajo del limón“ von Avshalom Caspi, Paula Ortiz und Alis Garcia – De tu ventana a la mía
- „Nuestra playa eres tú“ von Jorge Pérez Quintero, Borja Jiménez Mérida und Patricio Martín Díaz – Maktub
- „Verbo“ von Pascal Gaigne und Nach – Verbo

2013
No te puedo encontrar von Pablo Berger und Juan Gómez „Chicuelo“ – Blancanieves
- „L’as tu vue?“ von Alfonso Albacete und Juan Bardem – La banda Picasso
- „Líneas paralelas“ von Víctor M. Peinado, Pablo Cervantes und Pablo José Fernández Brenes – Els nens salvatges
- „Te voy a esperar“ von Juan Magán – Tad Stones – Der verlorene Jäger des Schatzes! (Las aventuras de Tadeo Jones)

2014
Do You Really Want to Be in Love? von Josh Rouse – La gran familia española
- „Aquí Sigo“ von Emilio Aragón und Julieta Venegas – A Night in Old Mexico
- „De cerca del mar“ von Fernando Arduán – Alegrías de Cádiz
- „Rap 15 años y un día“ von Arón Piper, Pablo Salinas und Cecilia Fernández Blanco – 15 años y un día

2015
Niño sin miedo von India Martínez, Riki Rivera und David Santisteban – El Niño – Jagd vor Gibraltar (El Niño)
- „Me ducho en tus besos“ von Fernando Merinero, Luis Ivars und Raúl Marín – Haz de tu vida una obra de arte
- „Morta y File“ von Rafael Arnau – Clever & Smart – In geheimer Mission (Mortadelo y Filemón contra Jimmy el Cachondo)
- „No te marches jamás“ von Fernando Velázquez – 8 Namen für die Liebe (Ocho apellidos vascos)

2016
Palmeras en la nieve von Lucas Vidal und Pablo Alborán – Palmen im Schnee – Eine grenzenlose Liebe (Palmeras en la nieve)
- „Como me mata el tiempo“ von Luis Ivars – Matar el tiempo
- „So Far and Yet So Close“ von Antonio Meliveo – El país del miedo
- „Techo y comida“ von Daniel Quiñones Perulero und Miguel Carabante Manzano – Techo y comida

2017
Ai, ai, ai von Sílvia Pérez Cruz – Cerca de tu casa
- „Descubriendo India“ von Luis Ivars – Bollywood Made in Spain
- „Kiki“ von Ale Acosta, Cristina Manjón, David Borràs Paronella, Marc Peña Rius und Paco León – Kiki, el amor se hace
- „Muerte“ von Zeltia Montes – Frágil equilibrio

2018
La llamada von Leiva – La llamada
- „Algunas veces“ von José Luis Perales – El Autor (El autor)
- „Feeling Lonely on a Sunday Afternoon“ von Alfonso de Vilallonga – Der Buchladen der Florence Green (The Bookshop)
- „Rap Zona Hostil“ von Roque Baños – Rescue Under Fire (Zona hostil)

2019
Este es el momento von Coque Malla – Wir sind Champions (Campeones)
- „Me vas a extrañar“ von Paco de la Rosa – Carmen & Lola (Carmen y Lola)
- „Tarde azul de abril“ von Roque Baños und Tessy Díez – El hombre que mató a Don Quijote
- „Una de esas noches sin final“ von Javier Limón – Offenes Geheimnis (Todos lo saben)

## 2020er Jahre
2020
Intemperie von Javier Ruibal – Intemperie
- „Allí en la arena“ von Toni M. Mir – La innocència
- „Invisible“ von Jussifer, Caroline Pennell und Justin Tranter – Klaus
- „Nana de las dos lunas“ von Sergio de la Puente – La noche de las dos lunas

2021
Que no, que no von Rozalén – Rosas Hochzeit (La boda de Rosa)
- „El verano que vivimos“ von Alfonso Pérez Arias und Alejandro Sanz – El verano que vivimos
- „Lunas de papel“ von Carlos Naya – Las niñas
- „Sababoo“ von Cherif Badua und Roque Baños – Adú

2022
Te espera el mar von Maria José Llergo – Mediterráneo
- „Burst Out“ von Xavier Capellas, Jean-Paul Dupeyron und Àngel Leiro – Álbum de posguerra
- „Las leyes de la frontera“ von José Manuel Cabrera Escot, Daniel Escortell Blandino, Miguel García Cantera, Alejandro García Rodríguez und Antonio Molinero León – Las leyes de la frontera
- „Que me busquen por dentro“ von Antonio Orozco und Jordi Colell Pinillos – El Cover

2023
Sintiéndolo mucho von Leiva und Joaquín Sabina – Sintiéndolo mucho
- „Batalla“ von Joseba Beristain – Unicorn Wars
- „En los márgenes“ von Eduardo Cruz und Rozalén – En los márgenes
- „Izena duena bada“ von Maite Arroitajauregi, Aránzazu Calleja und Paul Urkijo Alijo – Irati – Age of Gods and Monsters (Irati)
- „Un paraíso en el sur“ von Vanesa Benítez und Paloma Peñarrubia Ruiz – La vida chipén

2024
Yo solo quiero amor von Rigoberta Bandini – Te estoy amando locamente
- „El amor de Andrea“ von Álvaro B. Baglietto, David Garcia, Guille Galván, Jorge González, Juan Pedro Martín, Juanma Latorre und Valeria Castro – El amor de Andrea
- „Chinas“ von Marina Herlop – Chinas
- „Eco“ von Xoel López – Amigos hasta la muerte
- „La gallinita“ von Fernando Moresi Haberman und Sergio Bertran – La imatge permanent

2025
Los Almendros von C. Tangana und Yerai Cortés – La guitarra flamenca de Yerai Cortés
- „El borde del mundo“ von Valeria Castro – El 47
- „La virgen roja“ von Maria Arnal – Die rote Jungfrau (La virgen roja)
- „Love Is the Worst“ von Alondra Bentley und Isaki Lacuesta – Segundo premio
- „Show Me“ von Fernando Velázquez – Buffalo Kids